# 차선화
차선화(1987년 1월 7일 ~ )는 대한민국의 레이싱 모델이다.

## 경력

### 레이싱모델 경력
- 2012년 - 부산국제모터쇼 쌍용자동차 레이싱모델
- 2012년 - 헬로모바일 슈퍼레이스 챔피언십 시리즈 레이싱모델
- 2011년 - 지스타 레드블러드 모델
- 2011년 - 서울오토살롱 레이싱모델
- 2011년 - 서울모터쇼 르노삼성 레이싱모델
- 2010년 - 르노삼성자동차 레이싱팀 모델
- 2010년 - 코아쇼 레이싱모델